# 松本佐保
松本 佐保（まつもと さほ、1965年 - ）は、日本の国際政治学者。専門は国際政治と宗教の関係。日本大学国際関係学部教授。
父は文芸評論家の松本徹。夫は英国人で日英関係史研究者のアントニー・ベスト。

## 経歴
東京都出身。1988年3月、聖心女子大学文学部歴史学科卒業。1990年3月、慶応義塾大学大学院文学研究科修士。1996年7月、英国ウォーリック大学大学院・国際政治史博士号（Ph.D）
2007年4月 2011年3月名古屋市立大学大学院人間文化研究科准教授。2011年4月、名古屋市立大学大学院 人間文化研究科教授。2017年4月、名古屋市立大学人間文化研究所所長（兼任）。

## 著作
- 『バチカン近現代史 ローマ教皇たちの「近代」との格闘』中公新書、2013年、ISBN 978-4-12-102221-9
- 『熱狂する神の国アメリカ 大統領とキリスト教』文春新書、2016年、ISBN 978-4166610815
- 『バチカンと国際政治 宗教と国際機構の交錯』千倉書房、2019年、ISBN 978-4-8051-1144-4
- 『アメリカを動かす宗教ナショナリズム』ちくま新書、2021年
- 『ローマ教皇と昭和天皇』角川新書、2025年予定

### その他
- Britain and the Papacy in the age of revolution, Royal Historical Society, 2003、
- 「カトリック教会と国際政治ー教皇フランシスコはリベラルな国際秩序を主導できるか」『国際問題JIIA』No.675, 2018年10月
- Britain and Italian imperial rivalry in the Mediterranean, 1912-14:the case of Egypt, Diplomacy and the State Craft, pp.297-314, June 2007,
- 『共生社会の再構築 III』大賀哲・中野涼子と共編、法律文化社、2019年